# ولفگانگ کترله
ولفگانگ کترله (به انگلیسی: Wolfgang Ketterle) (زاده ۲۱ اکتبر ۱۹۵۷) فیزیک‌دان آلمانی و استاد دانشگاه موسسه فناوری ماساچوست (ام آی تی) است. تحقیقات او در زمینه لیز خنک‌کننده باعث نزدیک‌تر شدن به صفر مطلق شد و عضو گروهی بود که توانست چگالش بوز-انیشتین را توضیح دهد و در سال ۲۰۰۱ به همراه اریک کرنل و کارل وایمن برنده جایزه نوبل فیزیک شد.